# Донбасс (еврорегион)
«Донбасс» — еврорегион, международная ассоциация, договор о создании которой был подписан 29 октября 2010 года в городе Луганске губернатором Ростовской области РФ Василием Голубевым и председателем Луганской областной госадминистрации Украины Валерием Голенко. В феврале 2011 к еврорегиону присоединилась Донецкая область. В декабре 2012 года к Еврорегиону присоединилась Воронежская область. Суммарная площадь областей-членов еврорегиона составляет примерно 127 тысяч км², численность населения данного еврорегиона составляет 11,5 млн чел. и, таким образом, он является одним из крупнейших еврорегионов в Европе.
Организационная структура Еврорегиона включает в себя координационно-консультативные органы: Совет Еврорегиона «Донбасс» и Секретариат Еврорегиона «Донбасс». Указанные органы Еврорегиона исполняют координационные, совещательные и представительские функции, связанные с реализацией целей Еврорегиона. Работа координационно-консультативных органов Еврорегиона ведётся на русском языке. Организационная структура органов Еврорегиона, их структура и компетенция могут изменяться по взаимной договорённости Сторон.
Руководители совета Еврорегиона со стороны Ростовской области:
- Голубев Василий Юрьевич — глава администрации (губернатор) Ростовской области
- Дерябкин Виктор Ефимович — председатель Законодательного Собрания Ростовской области
- Макарчук Владимир Петрович — председатель Совета Ростовской городской украинской национально-культурной автономии
- Присяжнюк Николай Иванович — президент торгово-промышленной палаты Ростовской области
- Сорокин Игорь Николаевич — городской голова Новошахтинска, Ростовской области

Руководители совета Еврорегиона со стороны Луганской области:
- Пристюк Владимир Николаевич — председатель луганской облгосадминистрации
- Голенко Валерий Николаевич — председатель луганского областного совета
- Гуцало Борис Петрович — председатель правления общественной организации «Институт стратегии безопасности и развития приграничных территорий»
- Кириченко Сергей Александрович — президент луганской региональной торгово-промышленной палаты
- Шмальц Александр Иванович — свердловский городской голова

Еврорегион создается с целью развития сотрудничества Сторон в следующих основных направлениях:
- всестороннее экономическое развитие;
- коммуникации, транспорт и связь;

среди прочего, в рамках еврорегиона планируется, упрощение перехода границы, улучшение экологии реки Северский Донец и качества жизни населения путём увеличения занятости.
В рамках еврорегиона была решена важная для соседствующих областей проблема: долго находившаяся в состоянии экономического упадка ХК «Лугансктепловоз», приватизация которой российским холдингом долго оспаривалась предыдущими украинскими властями, сегодня успешно работает в кооперации с Трансмашхолдингом и Новочеркасским электровозостроительным заводом, создавая совместный локомотив, в том числе и для экспортных поставок.
18 октября 2011 года в Донецке в рамках российско-украинского межрегионального форума подписано соглашение между правительствами двух стран о порядке пересечения российско-украинской госграницы жителями приграничных регионов. Документ предусматривает облегчение режима пересечения государственной границы для жителей шести областей России (Брянской, Курской, Белгородской, Воронежской, Ростовской и Краснодарского края) и шести Украины (Черниговской, Сумской, Харьковской, Луганской, Донецкой и Крыма).
На территории еврорегиона существует потенциал по развитию приграничного туризма.
В качестве объекта совместного интереса может рассматриваться Азовское побережье Еврорегиона «Донбасс». Кроме того, возможно использование р. Северский Донец для познавательного, оздоровительного туризма и туризма выходного дня. Река обладает ресурсами как для организации пляжного отдыха, так и активного туризма.
Каждая область обладает рядом природных и исторических достопримечательностей, привлекательных для туристов.
В Донецкой области таковыми являются Успенский Святогорский монастырь на меловых горах и национальный парк «Святые горы»; Украинский степной заповедник, заповедник «Каменные могилы», Артёмовский завод шампанских вин с соляными шахтами, в одной из которых создан аллергологический санаторий.
В Луганской области расположены уникальные национальные заповедники — «Стрелецкая степь», «Провальская степь», а также объекты, обладающие серьёзным туристическим потенциалом — Новодеркульский конный завод, музей Донского казачества, музей «Молодая гвардия», Мемориальный комплекс «Миус фронт».
Ростовская область может предложить туристам с Украины посещение долины р. Северский Донец в Каменском районе, отдых на туристических базах на его побережье, оздоровление на побережье Азовского моря в Неклиновском районе и в г. Таганроге, посещение археологического музея-заповедника Танаис в Мясниковском районе, музея шахтёрского труда в г. Гуково и музея угольной промышленности Дона в г. Шахты. В Проекте стратегии социально-экономического развития еврорегиона «Донбасс» до 2020 г. туристско-рекреационная сфера выделена в качестве одной из приоритетных.
4 апреля 2012 г., в ходе заседания Совет принял «Стратегию социально-экономического развития организации до 2020 года». Эта Стратегия будет служить основой региональных целевых программ развития территорий.
19 октября 2011 — Донецкая область вошла в состав Еврорегиона «Донбасс». На Заседании Совета Еврорегиона «Донбасс», состоявшемся в Донецке, центральным вопросом повестки заседания стало подписание Протокола № 1 о внесении изменений и дополнений в Соглашение о создании Еврорегиона «Донбасс» и Устав Еврорегиона «Донбасс». Согласно этому протоколу, Донецкая область (Украина) является равноправным участником Еврорегиона «Донбасс» и входит в его состав вместе с Ростовской областью (Российская Федерация) и Луганской областью (Украина).
По экономической роли еврорегиона была защищена диссертация Синяускас Н. А. «Трансграничная интеграция мезоэкономического пространства РФ (на примере еврорегиона „Донбасс“)», политические и исторические аспекты рассмотрены в диссертации Бредихина А. В. «История российско-украинского приграничного сотрудничества (на примере еврорегиона „Донбасс“)».
С началом войны в Донбассе и последующей приостановкой приграничного сотрудничества между Украиной и Российской Федерацией функционирование еврорегиона было остановлено. Хотя представители самопровозглашенных ДНР и ЛНР искали пути реанимации ассоциации и возможности участия в её работе.
В июне 2022 года губернатор Ростовской области Василий Голубев предложил создать Макрорегион Донбасс в составе ДНР, ЛНР, Ростовской и Воронежской областей.